# My Love (canção de The-Dream)
"My Love" é o segundo single do segundo álbum de estúdio do rapper norte-americano The-Dream. A canção conta com a participação de Mariah Carey e foi produzida pelo próprio The-Dream.

## Videoclipe
O clipe foi gravado em Los Angeles em 31 de Janeiro de 2009 e foi dirigido por Nick Cannon, marido de Mariah Carey. Sua estreia ocorreu em 9 de Março de 2009 nos canais MTV, MTV2, MTV Hits, MTV Jams, mtvU e no site MTV.com.

## Faixas do Single
CD single promocional
1. "My Love" (Rádio edit)
2. "My Love" (Instrumental)

## Desempenho nas Paradas
De acordo com o MediaBase, a canção alcançou 207.903.000 de audiência nos Estados Unidos, onde a máxima posição alcançada foi apenas #82.

### Paradas
| Paradas (2009)                                    | Melhor posição |
| ------------------------------------------------- | -------------- |
| Estados Unidos - Billboard Hot 100                | 82             |
| Estados Unidos - Billboard Hot R&B/Hip-Hop Songs  | 36             |
| Estados Unidos - Billboard Pop 100                | 68             |
| Estados Unidos - Billboard Rhythmic Airplay Chart | 22             |

### Trajetórias
| Posição | 82 | 89 | 100 | 97 |

## Histórico de Lançamento
| País           | Data                    | Formato          |
| -------------- | ----------------------- | ---------------- |
| Estados Unidos | 27 de Janeiro de 2009   | CHR/Top 40 Rádio |
| Estados Unidos | 24 de Fevereiro de 2009 | Rhythmic Rádio   |
| Estados Unidos | 24 de Fevereiro de 2009 | Download Digital |
| Canadá         | 24 de Fevereiro de 2009 | Download Digital |